# KAIROS (火箭)
KAIROS是由太空一号設計開發的一種3節固體燃料火箭與液體火箭的上面级所組成，主要用來将质量达250公斤的小型卫星发射到近地轨道以及将质量达150公斤的小型卫星发射到太阳同步轨道。 KAIROS火箭的名字来源于希腊语卡伊洛斯（Kairos）。
2024年3月13日，KAIROS首次發射，不過發射升空不久後就爆炸，任務失敗。

## 外部連結
- KAIROS 火箭諸元 （页面存档备份，存于）